# 菲氏底鱂
菲氏底鱂，為輻鰭魚綱鯉齒目鯉齒亞目底鱂科的其中一種，為熱帶魚類，分布於中美洲墨西哥淡水流域，棲息在底中層水域，生活習性不明。

## 擴展閱讀
維基物種上的相關：菲氏底鱂